# Friedrich Suhr

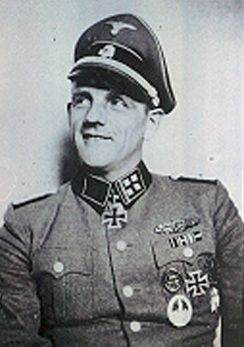
Friedrich Suhr

Friedrich Suhr (* 6. Mai 1907 in Lüneburg; † 31. Mai 1946 in Wuppertal) war ein deutscher Jurist, der zur Zeit des Nationalsozialismus zum SS-Obersturmbannführer und Regierungsrat aufstieg. Suhr war Referatsleiter II A 3 (Justizangelegenheiten, Schadensersatzansprüche) sowie Mitarbeiter im Eichmannreferat IV B 4 des Reichssicherheitshauptamtes, Führer des Sonderkommandos 4b und des Einsatzkommandos 6 der Einsatzgruppen der Sicherheitspolizei und des SD in Russland, Befehlshaber der Sicherheitspolizei und des SD in Frankreich.

## Leben
Suhr studierte Rechtswissenschaften in Göttingen und Freiburg und promovierte zum Dr. jur.
Nach seinem Beitritt zur SS (Mitgliedsnummer 65.824) am 1. Februar 1933 trat Suhr am 1. Mai 1933 in die NSDAP ein (Mitgliedsnummer 2.623.241). 
Als Jurist leitete er ab März 1940 im Reichssicherheitshauptamt (RSHA) das dem Amt II zugeordnete Justiziariat (Justizangelegenheiten, Schadensersatzansprüche) als Nachfolger von SS-Sturmbannführer Paul Mylius. In seinem Lebenslauf vom 19. Juli 1940 gab er an, dass er nach dem Weggang von Werner Best aus dem RSHA seit Ende Mai 1940 „zur Vertretung des Amtschefs II“ abgeordnet worden sei.
Von Juli 1941 bis zum Herbst 1942 war Suhr Sachgebietsleiter VI B 4b in Adolf Eichmanns Referat IV B 4 (Judenangelegenheiten, Räumungsangelegenheiten). In dieser Eigenschaft nahm er auch an einer Besprechung im Ostministerium (Amt Rosenberg) am 29. Januar 1942 teil. Die Besprechung fand unmittelbar nach der „Wannsee-Konferenz“ vom 20. Januar 1942 statt und endete mit dem Beschluss, dass als Jude zu gelten habe, wer der jüdischen Religion angehöre oder mindestens einen der jüdischen Religion angehörenden Elternteil besitze (also Kinder aus so genannten Mischehen), sowie auch nichtjüdische Ehefrauen von Juden. Die Kategorie der „Mischlinge“ sollte auf Vorschlag des Judenreferenten des Ostministeriums, Erhard Wetzel, in den Ostgebieten eliminiert werden.
Im Oktober 1942 war Suhr Teilnehmer einer der Folgekonferenzen der Wannsee-Konferenz zur „Endlösung der Judenfrage“ im RSHA. Da er sich nach Aussagen seiner Ehefrau Gretel Suhr unfähig fühlte, weiter für Eichmann zu arbeiten, wurde er im November 1942 zur Strafe an die russische Front geschickt, wo er die Führung des Sonderkommandos (SK) 4b der Einsatzgruppe C übernahm. Diese Einheit leitete er bis zum 5. August 1943 und übernahm einen Tag später das Einsatzkommando (EK) 6 bis zum November 1943. Anschließend wurde Suhr zum Befehlshaber der Sicherheitspolizei und des SD (BdS) nach Toulouse beordert, als Ablösung von Rudolf Bilfinger, und war bis zum 11. Dezember 1944 Kommandeur einer Kampfgruppe beim BdS und Höheren SS- und Polizeiführer im Bereich des Militärbefehlshabers West. Schließlich wurde er bis zum Kriegsende als SS- und Polizeiführer „Ober-Elsaß“ eingesetzt.
Suhr nahm sich am 31. Mai 1946 im Gefängnis Bendahl in Wuppertal-Elberfeld das Leben.

## Auszeichnungen und Ehrungen
| Suhrs SS-Ränge     | Suhrs SS-Ränge         |
| Datum              | Rang                   |
| ------------------ | ---------------------- |
| 9. November 1938   | SS-Hauptsturmführer    |
| 10. September 1939 | SS-Sturmbannführer     |
| 20. April 1944     | SS-Obersturmbannführer |

- Medaille zur Erinnerung an den 1. Oktober 1938 mit Spange Prager Burg
- Deutsches Reichssportabzeichen in Bronze
- SA-Sportabzeichen in Bronze
- SS-Zivilabzeichen (Nr. 36.786)
- Ehrenwinkel der Alten Kämpfer
- Ehrendegen des Reichsführers SS
- SS-Ehrenring
- Deutsches Kreuz in Gold
- Bandenkampfabzeichen
- Kriegsverdienstkreuz (1939) II. Klasse mit Schwertern am 30. Januar 1943
- Kriegsverdienstkreuz (1939) I. Klasse mit Schwertern
- Eisernes Kreuz (1939) II. Klasse am 20. Mai 1943
- Verwundetenabzeichen (1939) in Schwarz am 31. Mai 1943
- Eisernes Kreuz (1939) I. Klasse am 16. Dezember 1943
- Nahkampfspange I. Stufe (Bronze) am 25. April 1944
- Infanterie-Sturmabzeichen in Bronze am 25. April 1944
- Ritterkreuz des Eisernen Kreuzes als SS-Obersturmbannführer und Kommandeur einer Kampfgruppe beim Befehlshaber der Sicherheitspolizei und des SD in Frankreich und Höheren SS- und Polizeiführer im Bereich des Militärbefehlshabers Frankreich/Oberbefehlshaber West am 11. Dezember 1944